# Digamasellidae
Digamasellidae es una familia de arácnidos ácaros perteneciente al orden Mesostigmata.

## Géneros
- Dendrolaelaps Halbert, 1915
- Dendroseius Karg, 1965
- Digamasellus Berlese, 1905
- Longoseius Chant, 1961
- Multidendrolaelaps Hirschmann, 1974